# Stenotabanus obscurus
Stenotabanus obscurus är en tvåvingeart som beskrevs av Krober 1929. Stenotabanus obscurus ingår i släktet Stenotabanus och familjen bromsar. Inga underarter finns listade i Catalogue of Life.